# Лукоянов, Порфирий
Порфирий Лукоянов (1918—1941) — советский чувашский поэт и прозаик.

## Биография
Порфирий Лукоянов родился в 1918 году в деревне Мижары Моргаушского района Чувашии. Учился в чебоксарской школе газетных работников. После её окончания работал в редакции газеты «Самрак большевик» («Молодой большевик»). Публиковал свои произведения на страницах республиканских газет.
После начала Великой Отечественной войны ушёл на фронт. Погиб в 1941 году.